# Loíza
Loíza é uma municipalidade de Porto Rico. Faz parte da Região Metropolitana de San Juan – Caguas – Guaynabo.